# Train Simulator (Dovetail Games)
Train Simulator Classic (RailWorks) er en real-time togsimulator udgivet 12. juni 2009 med efterfølgende opdateringer af RailSimulator.com / Dovetail Games til download via Steam og i butikkerne 3. juli 2009 i dvd-format. Simulatoren er en videreudvikling af RailSimulator fra KUJU.
RailWorks 2010, RailWorks 2, RailWorks 3/Train Simulator 2012, Train Simulator 2013 (Railworks 4) Train Simulator 2014 (Railworks 5), Train Simulator 2015, 2016, 2017, 2018, 2019, 2020, 2021 og 2022 er alle distribueret automatisk via Steam til registrerede brugere uden beregning.
Den 21. april 2022 udgav Dovetail Games opdateringen "Train Simulator Classic" med den legendariske Tehachapi-løkke med Tehachapi Pass, WCML South og Bahnstrecke Riesa - Dresden, som også inkluderer den nye Leipzig - Riesa-ruteudvidelse, der tilføjer yderligere 65 km samt opdaterinber af tidligere udgivne pakker med strækninger og materiel. Men om navneskiftet til "Train Simulator Classic" så betyder at det er den sidste opdatering af Train Simulator, vil kun tiden vise.
Med simulatoren er følger et antal ruter (britiske, amerikanske og tyske), samt tilhørende rullende materiel – dvs. lokomotiver og vogne. Der er tillige nogle opgaver (scenarier), som spilleren skal udføre ved kørsel af tog.
I simulatoren er indbygget redigeringsværktøjer således, at tredjepartsudviklere – både professionelle og amatører med en kreativ sans – kan udvikle ruter, materiel, samt elementer som bygninger, broer og andet, som benyttes til opbygning en jernbanestrækning med tilhørende landskab.
Der er en del udviklere, som arbejder på bl.a. realistiske danske jernbanestrækninger, materiel og scenarier. Der er løbende debat på de danske fora for togsimulatorer.